# Isao Takahata
Isao Takahata (japanska: 高畑 勲, Takahata Isao?), född 29 oktober 1935 i Ujiyamada (idag Ise) i Mie prefektur, död 5 april 2018 i Tokyo, var en japansk filmskapare. Han nådde internationellt erkännande för sitt arbete som regissör och var, tillsammans med den mångårige samarbetspartnern Hayao Miyazaki, en av grundarna av Studio Ghibli. Han är internationellt kanske mest känd för sitt drama Eldflugornas grav, som av flera kritiker räknas som en av de största krigsfilmerna. Olikt de flesta animeregissörer tecknade Takahata (i regel) inte själv, och han arbetade aldrig som animatör innan han blev regissör.
Enligt Hayao Miyazaki var "musik och studier Takahatas stora intressen". Han föddes i samma stad som sin regissörskollega Kon Ichikawa, och den inflytelserike filmregissören Yasujiro Ozu växte upp nästgårds i Matsusaka.

## Biografi

### 1950-talet – Studier, intresset väcks
En av Takahatas tidiga inspirationskällor var Paul Grimault. Dennes Fågeln och tyrannen, en poetisk allegori om makt, kom 1953 ut i en tidig version i Frankrike. Två år senare nådde filmen Japan, där den på allvar fick den då 20-årige Isao Takahata att intressera sig för animation.
Takahata utbildade sig på Tokyos universitet ("Tōdai"). Där avslutade han sina studier i fransk litteratur 1959.

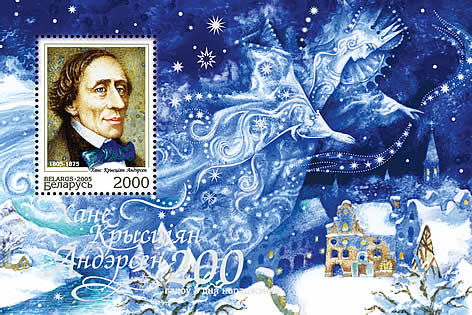
H.C. Andersens saga "Snödrottningen" (här på ett frimärke från Vitryssland) är populär i Östeuropa, där den resulterat i en animerad långfilmsklassiker med samma titel (Lev Atamanov, 1959). Denna inspirerade i sin tur till Takahatas första långfilm.

### 1960-talet – Toei och kontroversiell långfilm
Under större delen av sina karriärer arbetade Isao Takahata och Hayao Miyazaki ("Miya-san", som kärvänligt kallade sin äldre kollega och mentor för "Paku-san" – efter paku-paku-ljudet när han åt) sida vid sida. Takahata gick 1959 direkt från universitetet till den nystartade animationsstudion hos den stora filmproducenten Toei (efter ett tips från en bekant om att studion letade efter en regissörsassistent), medan Miyazaki anslöt till Toei några år senare.
1959 anställde Toei även ett tiotal andra lovande förmågor, så Takahata fick kämpa för att nå sitt mål som animationsregissör. 
Det första större filmprojekt där de två parhästarna arbetade sida vid sida – i mer betydande roller – var 1968 års Taiyō no ōji – Horusu no daibōken ("Solprinsen Hols äventyr"), där Takahata var regissör och Miyazaki en av nyckelanimatörerna. Detta var den första film som Takahata fick regissera själv, efter rekommendation från den mer etablerade kollegan Ōtsuka Yasuo.
Den filmen präglades av det vänsterradikala sextiotalets anda och hade en historia om utanförskap och kollektivets hjältar i kamp mot en ond "isfurste". Denna furste, Grünwald, var tydligt influerad av H.C. Andersens snödrottning (Takahata och Miyazaki hade båda två sett den sovjetiska animerade långfilmsversionen av Lev Atamanov från 1957). Hols-filmen tog tre år att producera, mot de planerade åtta månaderna, och producerades mitt i en längre arbetskonflikt mellan animatörsteamet och Toei. Takahata och de andra fick till slut sin idé med filmen genomförd; å andra sidan tog Toei bort filmen från biograferna efter endast tio dagar. Takahata fick bära hundhuvudet för filmens misslyckande, och det kom också att dröja flera år innan han fick chansen att regissera sin nästa film. Trots det har filmen med tiden kommit att få erkännande som en milstolpe i animehistorien tillika animeklassiker.
Hols-filmen präglades också av Isao Takahatas influenser från den italienska neorealismen, med sin koncentration på detaljer. Takahata drog sig inte för att visa fram och visualisera rollfigurernas inre tankar och känslor, något han skulle komma att använda sig av i flera av sina senare filmer (Eldflugornas grav och Omohide poro-poro).

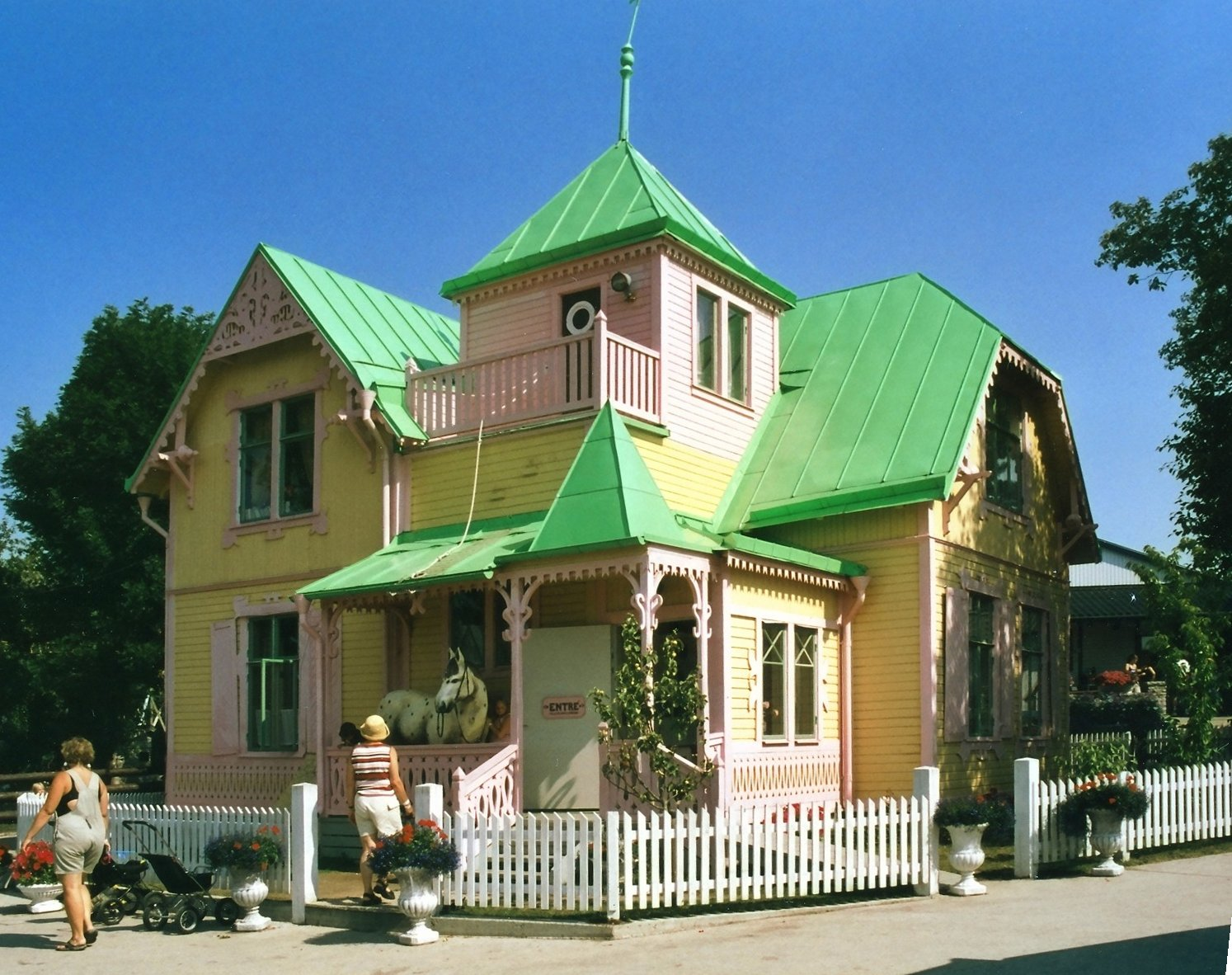
Takahata och Miyazaki fick inte lov att göra anime av Pippi Långstrump. Istället använde de inspirationen från Gotlandsbesöket till att skapa en miniserie om en liten föräldralös flicka som varken räds pandor eller inbrottstjuvar – Panda, panda!. Mimikos hus gjordes inte helt olikt Villa Villekulla.

### 1970-talet – Flätor och TV-serier
1971 lämnade Takahata, tillsammans med Yōichi Kotabe and Hayao Miyazaki, Toei Animation och anslöt till A Production (dagens Shin-Ei Animation), en animationsstudio grundad av hans förre chef Daikichiro Kusube. De hade blivit inblandade i projektet att göra animerad film av Pippi Långstrump och reste till Sverige för att skaffa sig filmrättigheter och leta reda på miljöer till filmscenerierna. Väl i Sverige fick de blankt nej på sin propå av Astrid Lindgren. Miyazaki fann dock inspiration i den idylliska småstaden Visby med sin ringmur och kom senare att återanvända miljöer i både Stockholm och Visby till sin Kikis expressbud. 
Pippi-filmen blev det inget med. Istället producerade Takahata och Miyazaki under 1971 och 1972 två 35-minuters barnfilmer centrerade kring en liten orädd flicka (Mimiko) med orange flätor och som i första filmens början bor alldeles ensam i ett stort hus. De två Panda, panda!-filmerna var ungefär så långt man vid den här tiden kunde ta idén om en animerad Pippi Långstrump utan att bli beskyllda för plagiat.
1971 fick Takahata och Miyazaki också uppdraget att regissera avsnitt sju och framåt av den första Lupin III-TV-serien.. Serien hade inledningsvis fått låga tittarsiffror och de första avsnitten, regisserade av Masaaki Osumi, präglades av ett för den tiden grovt innehåll med en hel del sex och våld. Duon tog sig an uppdraget, delvis på grund av att deras bekant Ōtsuka Yasuo var animationsledare på projektet, fast bara under förutsättningen att "namnen på de båda inte skulle offentliggöras och att regin skulle krediteras till 'A Productions regigrupp'".
Hösten 1971 kontaktades Takahata, Kotabe och Miyazaki även av Zuiyo Eizo. Detta bolag siktade på en animerad TV-serie efter Johanna Spyris böcker om Alpflickan Heidi, och alla tre hoppade på projektet. Resultatet blev en TV-serie på 52 avsnitt som kom att sändas på rikstäckande Fuji TV alla söndagar under 1974, som del av den mångåriga visningsserien Sekai meisaku gekijō (känd i västerlandet som World Masterpiece Theater, WMT).
Animationsavdelningen på Zuiyo omvandlades senare till ett separat dotterbolag (dagens Nippon Animation), som Takahata kom att arbeta för under resten av decenniet. 1976 års WMT-serie Haha wo tazunete sanzen-ri (engelska: 3000 Leagues in Search of Mother), baserad på Edmondo De Amicis' kortroman Cuore, regisserades av Takahata. Den korta historien om Genua-pojken Marco som letar efter sin mamma på andra sidan haven byggdes ut med många originalepisoder och nyskapade rollfigurer. Takahata beskrev Marco som en fri och självständig pojke som inte lät sig styras av vuxna och presenterade på ett realistiskt sätt vuxna som både var goda och onda. Kotabe och Miyazaki kände sig trots det frustrerade på Takahatas regi och lämnade projektet och samarbetet med Takahata. 
1979 års WMT-serie var baserad på berättelserna om Anne på Grönkulla. I den serien höll sig Takahata tämligen nära Lucy Maud Montgomerys original, även om han lade mer vikt kring den konfliktfyllda relationen mellan Anne och hennes adoptivmor Marilla.

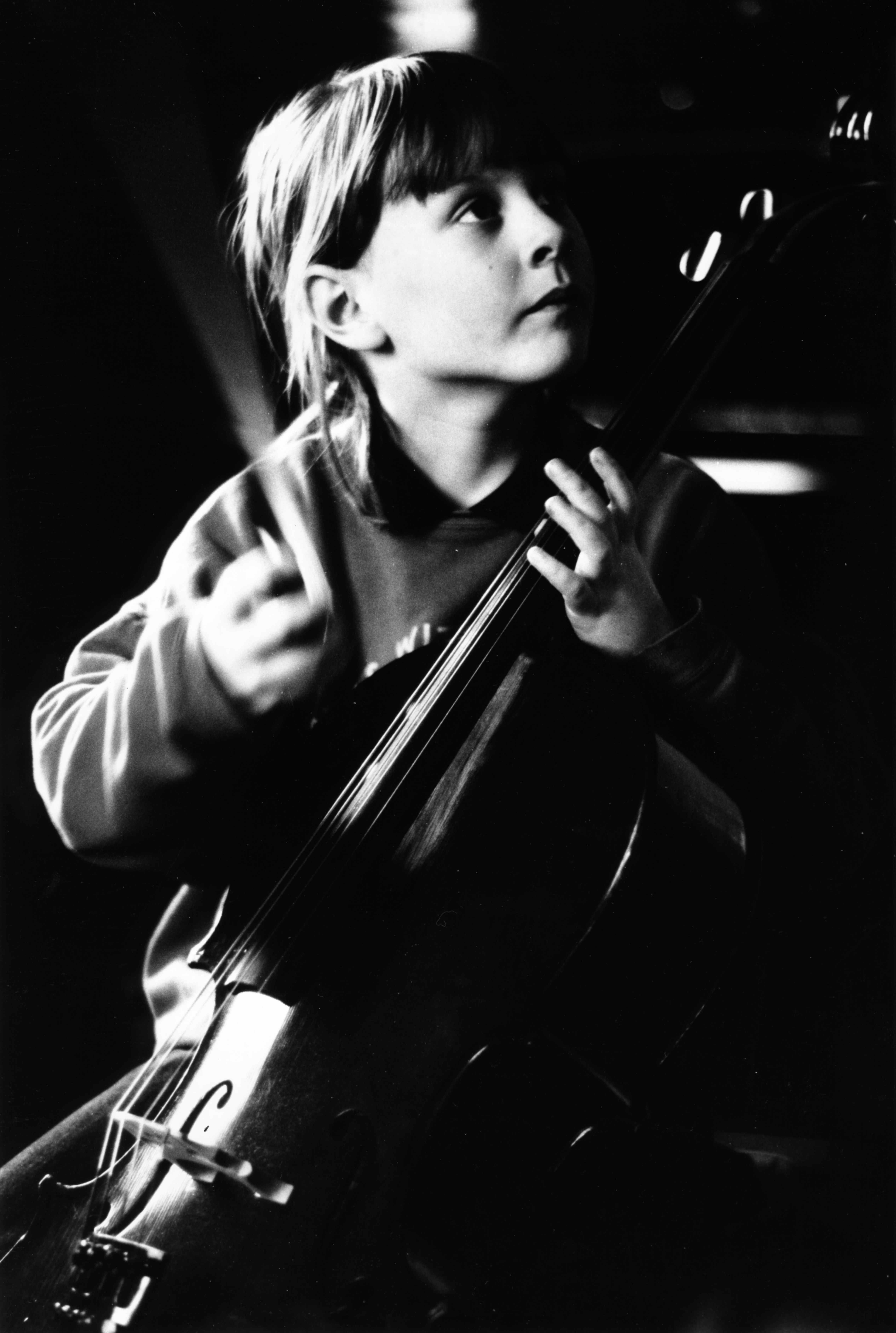
1982 regisserades Gorsch med cellon, efter en novell av Kenji Miyazawa.

### 1980-talet – Busflicka, cellist och Ghibli
1981 fick Hayao Miyazaki ett erbjudande av Yasuo Ōtsuka (båda två arbetade vid den tiden på produktionsbolaget Tokyo Movie Shinsha med dess dotterbolag Telecom Animation Film) att göra animation av den kända japanska humorserien Jarinko Chie (på engelska Chie the Brat). Miyazaki tackade dock nej, så erbjudandet gick vidare till Takahata. Efter inledande tvekan tackade Takahata, som besökt seriens miljöer i Osaka och kände att serien beskrev verkligheten, ja till propån. Det innebar att han lämnade Nippon Animation och flyttade över till Telecom, där han utarbetade långfilmen till att innehålla mer av vardagsdrama. Därefter fortsattes konceptet fram till 1983 via en TV-serie där Takahata var övergripande regissör.
1982 regisserade Takahata den timslånga filmen Sero-hiki no Gōshu ('Cellisten Gorsch'), baserad på en novell av den egensinnige barnboksförfattaren Kenji Miyazawa. Titelfiguren är en ung cellist som tappar sin musikaliska inspiration, drar sig undan från det sociala livet och hjälpt av ett antal olika djur till slut återfår den.
Samma år blev Isao Takahata utnämnd till att regissera den internationella samproduktionen Lille Nemo i Drömrike. Det här skulle bli en animerad film baserad på Winsor McCays tidiga amerikanska serieklassiker, och Telecom Animation närde idén att den här filmen skulle ge dem möjligheter att etablera sig i USA. Som ett led i projektet gav sig trion Takahata, Ōtsuka och Miyazaki över till USA, men meningsskiljaktigheter om filmens stil och olikheter i produktionsteknik slutade med att Takahata lämnade projektet, följda av de andra två. Andra animatörer kom att ta vid, och filmen producerades till slut (premiär 1989) med bland andra Jean Giraud som en av manusförfattarna.
Istället kom Takahata att bli inblandad i produktionen av långfilmen baserad på Miyazakis fantasymanga Nausicaä från Vindarna dal. Takahata hade där rollen som producent, och filmens stora framgång ledde också till att tankarna på att skapa en egen animationsstudio tog fastare form. Studion bildades sommaren 1985, delvis på rekommendationer av Toshio Suzuki (då redaktör för tidskriften Animage, där Miyazakis manga gick som följetong), och dess första egna produktion kom att bli Laputa – Slottet i himlen.

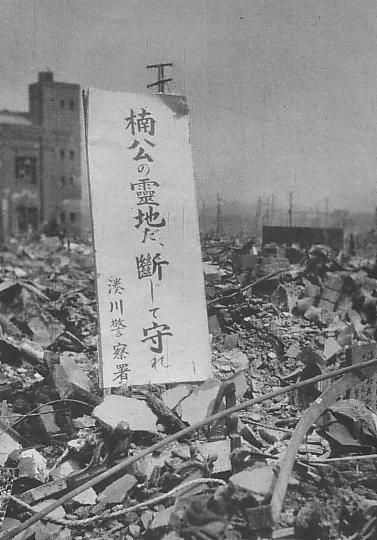
Eldflugornas grav utspelar sig i och runt Kobe. Staden drabbades hårt av 1945 års bombräder.

Den första Ghibli-filmen med regi av Isao Takahata kom att bli filmatiseringen av Akiyuki Nosakas självbiografiska krigsskildring Eldflugornas grav. Författaren hade tidigare tackat nej till ett antal förslag att göra film av berättelsen, delvis på grund av att han inte trodde att nutida barn kunde spela barn under ett krig med övertygelse. Nosaka kom senare att uttrycka överraskning över Takahatas films realistiska beskrivning av risfält och de känsliga personporträtten av filmens huvudfigurer, syskonen Seita och Setsuko. Eldflugornas grav kom att produceras parallellt med Miyazakis Min granne Totoro, och de visades senare på bio som en dubbelvisning, med en "ledsen" och en "glad" film som var tänkta att komplettera varandra. Båda filmerna blev stora framgångar för respektive regissör, och i olika sammanhang har Takahatas film nämnts som en av alla tiders bästa (anti)krigsfilmer.

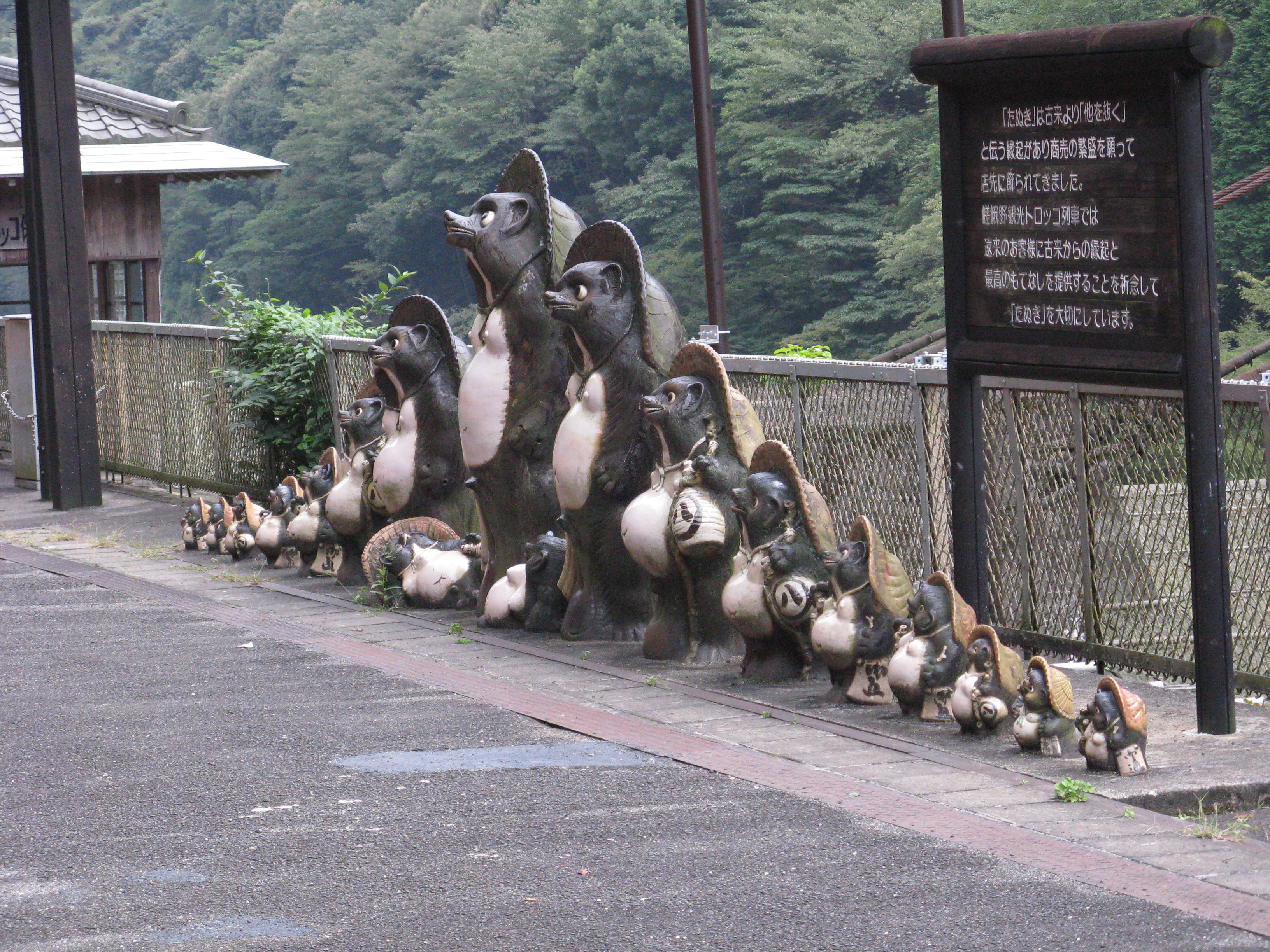
Pompoko är en infallsrik och kärleksfull berättelse om tanuki, Japans både mytspäckade mårdhundar.

### 1990-talet – Tre filmer med olika öden
Under 1990-talet producerade Takahata Isao tre långfilmer – Minnen av igår (1991), Pompoko (1994) och Mina grannar Yamadas (1999). De första två var årets största japanska biosuccéer (en "tradition" Studio Ghibli inledde med Kikis expressbud), medan den sista i gengäld blev ett hejdundrande publikfiasko som i det närmaste medförde Takahatas pensionering som långfilmsregissör.
Yamadas-filmen, en rapsodisk och egensinnig humorfilm om en "löjlig familj", var ett klart avsteg från Studio Ghiblis äventyrsstil. Dessutom lades stora pengar ner på att få filmen att se ut som en rörlig manga, förlustpengar som Studio Ghibli dock i stort sett hämtade tillbaka genom Spirited Away två år senare.

### De sista åren – Projekt på lägre nivå
Under 2000-talet ägnade sig Takahata mest sig åt hanteringen av Ghibli Museum Library, där Ghibli gett ut västerländska animationsklassiker på DVD. Takahata ledde där bland annat arbetet med översättning och dubbning av rösterna.
I september 2011 bekräftade Takahata att han inlett arbetet på ett nytt filmprojekt. Det var dock då ännu bara i sitt konceptstadium och skulle ta två år tills filmen var färdig. Under 2012 avslöjades mer om filmen, som hade premiär november 2013 under namnet Sagan om prinsessan Kaguya.
2013 medverkade Isao Takahata även i produktionen av dokumentärfilmen Yume to kyōki no ōkoku (känd på engelska som The Kingdom of Dreams and Madness). Den presenterade de tre centralgestalterna på Studio Ghibli – Takahata, Miyazaki och Toshio Suzuki – och gjorde bokslut över deras karriär i samband med pensioneringen av åtminstone de två regissörerna. Filmen gavs internationell distribution, och Takahata fick ta emot priser på olika filmfestivaler i bland annat Europa.
5 april 2018 avled Isao Takahata, vid 82 års ålder, av lungcancer. Den mångårige vanerökaren Takahata hade efter läkarordination slutat röka runt 2009.

## Stil och influenser
Takahata influerades av italiensk neorealism, Jacques Prévert och den franska nya vågen under 1960-talet. Mer specifikt har Cykeltjuven nämnts som inspirationskälla till Takahatas TV-serie Haha wo tazunete no sanzen ri ("3000 Leagues in Search of Mother"). Detta har gjort Takahatas verk olika den mesta animation, som både i Japan och internationellt mer kretsar kring fantastiska teman. Takahatas filmer är däremot realistiska med expressionistiska övertoner.
De neorealistiska influenserna i Isao Takahatas filmskapande märks i hans detaljrika presenterande av vardagliga händelser och miljöer, inte minst tydligt i Eldflugornas grav. I hans tidiga TV-serier kunde hela veckoavsnitt ägnas åt kyrkobesök, arbetet med att rengöra flaskor eller en jordbrukares arbetsdag ute på åkern. De vardagliga göromålen presenteras in i minsta detalj. Tre filmer är här undantagen som bekräftar regeln om Takahata och hans realistiska dramamiljöer – Solprinsen Hols äventyr (en disneyansk musikal med mörka och politiska övertoner), Pompoko (en miljöivrande film om magiska mårdhundar som försöker försvara sitt land) och Cellisten Gorsch (en film om en kämpande ung cellist, som får hjälp av talande skogsvarelser med att återfinna sin tappade inspiration).

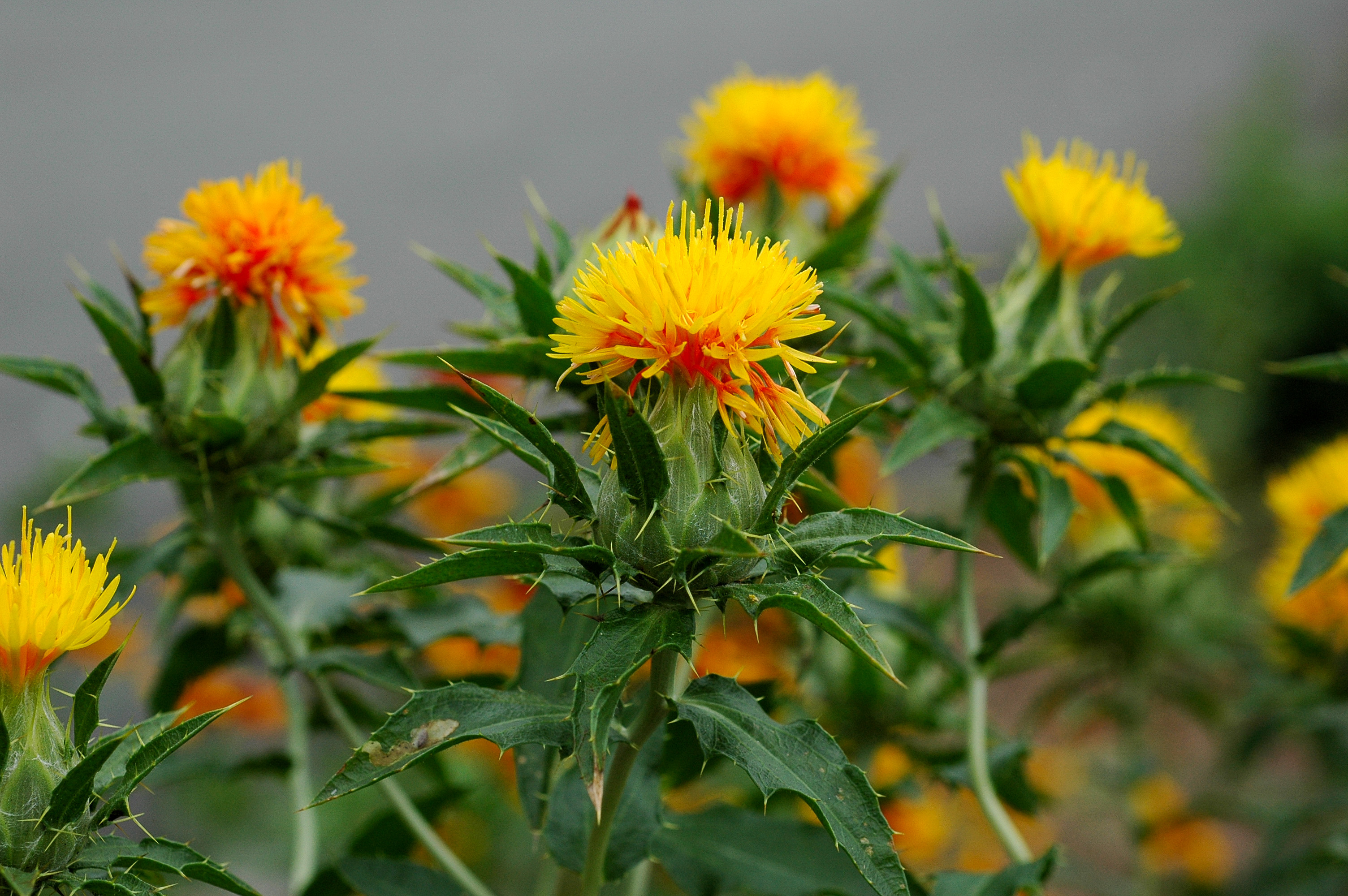
I Minnen av igår åker huvudpersonen Taeko mot norr för att skörda färgtistel. Under tiden väcks hennes barndomsminnen till liv.

En av Takahatas mest prisade filmer är Minnen av igår (engelska: Only Yesterday). Den är en ren vuxenfilm, där ramhandlingen kretsar kring den 27-åriga kontorsarbetaren Taeko och de vägval hon tar en sommar mitt i livet. Hon ägnar sin semester åt att hjälpa till som lantarbetare på svågerns släktgård. Och under tiden överraskas hon av sina tydliga hågkomster från sin uppväxt som 1966 års Taeko, en tioåring som tar över berättelsen i väl valda passager i filmen. Berättandet med tillbakablickarna och personbeskrivningen har liknats vid Éric Rohmers socialt inriktade filmskapelser.
De expressionistiska influenserna i Takahatas verk syns ofta i scener där en rollfigurs tankevärld får liv. I Minnen av igår understryks Taekos första förälskelse av att hon övervinner tyngdkraften och bokstavligen svävar ibland molnen, med den rödfärgade himlen som fond. Scenen avslutas med att hon sakta glider ner i sin säng, och filmen bryter därefter av med en utomhusvy på familjens hus där ett gigantiskt hjärta växer fram ur hennes fönster. De expressionistiska sekvenserna kontrasterar mot Takahatas realistiska berättelser och animering, men de används medvetet av regissören för att leda övergångarna fram och tillbaka mellan realism och den overkliga, animerade fantasivärlden. Därigenom bidrar de till att mejsla ut rollfigurens personlighetsdrag. Liknande scener kan i viss mån återfinns i alla Takahatas verk, ända från sekvensen med den "bedrägliga skogen" i Hols-filmen.
Takahatas filmer har utövat ett avgörande inflytande på Hayao Miyazaki. Animatörskollegan Yasuo Ōtsuka menade att Miyazaki fick hela sin sociala medvetenhet från Takahata och att Miyazaki utan den influensen antagligen bara skulle intressera sig för "seriemagasinshistorier".
Miyazaki, Takahata och Michel Ocelot har varit stora beundrare av varandras arbeten. Ocelot har nämnt Takahatas Eldflugornas grav och Pompoko som ett par av hans favoritfilmer, medan Takahata har nämnt Ocelots Kirikou och den otäcka häxan som ett bra exempel på vetenskaplig objektivitet utnyttjad för en positiv effekt.

## Filmografi
(titlarna är på svenska, där de är officiellt översatta, annars på japanska med ungefärlig översättning inom parentes)

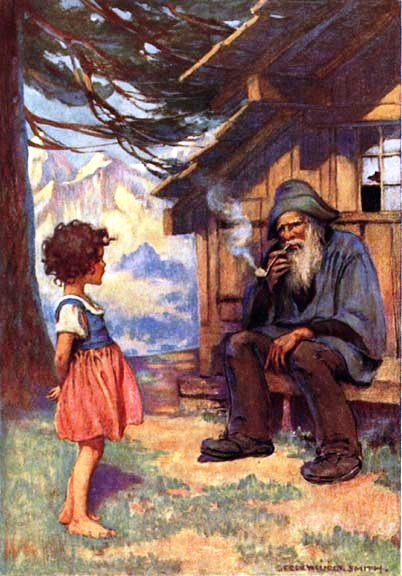
1974 regisserades TV-serien om alpflickan Heidi, efter Johanna Spyris berättelser. Bilden är en illustration ur Spyris verk.

### TV
- 1963-65: Ōkami shōnen Ken ('Vargpojken Ken') – rådgivning, regi av ett antal avsnitt (6, 14, 19, 24, 32, 38, 45, 51, 58, 66, 72 och 80 – avsnitt 6 under pseudonymen「山下勲」"Isao Yamashita"), bildmanus.
- 1965: Hustle Punch (Hassuru Panchi) – regi av förtextanimationen.
- 1968-69: GeGeGe no Kitarō (ゲゲゲの鬼太郎) – bildmanus/regi (avsnitt 62); baserad på Shigeru Mizukis skräckmanga.
- 1969-70: Himitsu no Akko-chan ('Hemliga lilla Akko') – biträdande regi; baserad på Fujio Akatsukas shōjo-manga.
- 1969-70: Mōretsu Atarō ('Arbetsnarkomanen A-tarō') – bildmanus/regi (avsnitt 10, 14, 36, 44, 51, 59, 71, 77 och 90), regi av förtexterna (avsnitt 70–90); baserad på Fujio Akatsukas humorserie.
- 1971-72: GeGeGe no Kitaro (andra TV-serien) – bildmanus/regi (avsnitt 5), regi av för- och eftertexter.
- 1971-72: Apatchi Yakyūgun (アパッチ野球軍, 'Apachernas basebollag') – bildmanus/regi (avsnitt 2, 2 och 17); baserad på mangan av Kobako Hanato och Sachio Umemoto.
- (1971:) Nagagutsu-shita no Pippi/sekai-ichi tsuyoi onna no ko (長靴下のピッピ, 世界一強い女の子, 'Pippi Långstrump, den starkaste flickan i världen' – arbetsnamn) – tilltänkt regissör.[b]
- 1971: Lupin III (ルパン三世, Rupan Sansei) – regihjälp (avsnitt 4–12), regi (avsnitt 13–23, tillsammans med Hayao Miyazaki); baserad på mangan av Monkey Punch (モンキー・パンチ), producerad för A Pro.
- 1972-73 Akadō Suzunosuke (赤胴鈴之助, 'Suzu-no-suke med det röda harnesket') – tillförordnad huvudregissör; baserad på den historiska "samurajmangan" av Eiichi Fukui (福井英一) och Tsunayoshi Takeuchi (武内つなよし).
- 1973-74: Kōya no shōnen Isamu (荒野の少年イサム, 'Isamu, pojken från vildmarken') – bildmanus (avsnitt 15 och 18), regi (avsnitt 15); baserad på den västerländskt inspirerade mangan av Soji Yamakawa (山川惣治) och Noboru Kawasaki (川崎のぼる).
- 1974: Alps no shōjo Heidi (アルプスの少女ハイジ, Arupusu no shōjo Haiji, 'Alpflickan Heidi') – regi, manus (avsnitt 1–3); baserad på ungdomsboken av Johanna Spyri
- 1975:  Furandaasu no inu (フランダースの犬, 'Hunden från Flandern') – bildmanus (avsnitt 15); baserad på ungdomsboken av Ouida.
- 1976: Haha wo tazunete sanzen-ri (母をたずねて三千里, '3000 ri på jakt efter mor') – regi, bildmanus (avsnitt 1, 2, 4, 5 och 7); baserad på en episod i romanen Cuore av Edmondo De Amicis.
- 1977: Arupusu no ongaku shōjo Netti no fushigi na monogatari (アルプスの音楽少女 ネッティのふしぎな物語, 'Den underbara berättelsen om Nettie, Alpernas musikaliska flicka') – bildmanus och regi, endast animerade sekvenser; TV-special.
- 1977: Shiiton dōbutsuki kuma no ko Jacky (シートン動物記くまの子ジャッキー, 'Setons djurkrönikor: Björnklubben Jacky') – bildmanus (avsnitt 5 och 8); baserad på Ernest Thompson Setons verk.
- 1978: Perrine monogatari (ペリーヌ物語, Periinu monogatari, 'Berättelsen om Perrine') – bildmanus (avsnitt 3 och 6); baserad på den franska boken En famille av Hector Malot.
- 1978: Mirai shōnen Conan (未来少年コナン, Mirai shōnen Konan) – bildmanus (avsnitt 7, 13 och 20), manus/regi (avsnitt 9 och 10, ihop med Hayao Miyazaki); baserad på den postapokalyptiska SF-romanen The Incredible Tide av Alexander Key.
- 1979: Akage no Anne (赤毛のアン, Akage no An, Anne på Grönkulla) – regi, manus (avsnitt 1–4, 6, 8, 10, 12–13, 17–18, 20, 23, 25–44, 47-50), bildmanus (avsnitt 1–4 samt 29); baserad på Lucy Maud Montgomerys ungdomsbok.
- 1981-83: Jarinko Chie (じゃりン子チエ, 'Rackarungen Chie') – regi, bildmanus/regi (avsnitt 2, 6 och 11 – under pseudonymen 武元哲」"Tetsu Takemoto"), inledande ledmotivet; baserad på Etsumi Harukis (はるき悦巳) manga som totalt sålts i 30 miljoner exemplar.

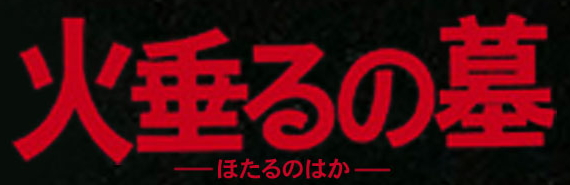
Den japanska titeln för 1988 års Eldflugornas grav.

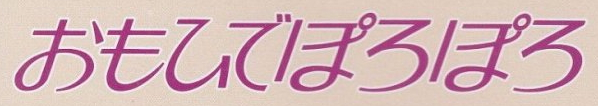
Den japanska titeln för 1991 års Omohide poro-poro.

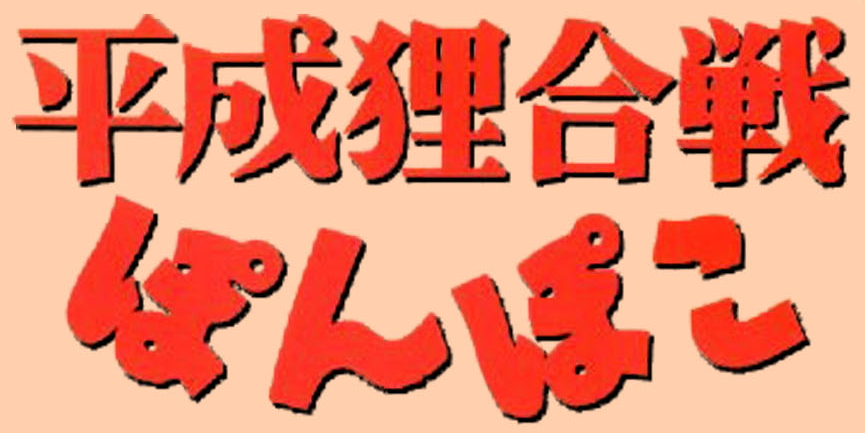
Den japanska titeln för 1994 års Pompoko.

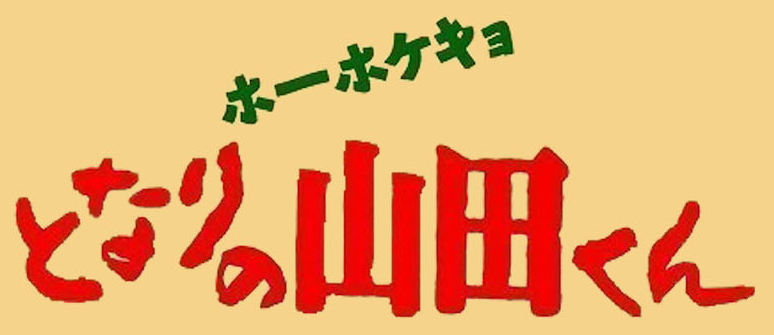
Den japanska titeln för 1999 års Mina grannar Yamadas.

### Långfilmer
- 1961: Anju to Zushiōmaru (安寿と厨子王丸, 'Anju och Zushiōmaru') – regiassistent; baserad på Sansho dayu (山椒大夫) från Ōgai Mori (森鴎外).
- 1962: Tanoshii bunmeishi tetsu monogatari – regiassistent, skripta (たのしい文明史 鉄ものがたり, 'Den intressanta historien om civilisationen, järnets berättelse').
- 1963: Wanpaku ōji no orochi taiji (わんぱく王子の大蛇退治, 'Den lille prinsen och den åttahövdade draken') – regiassistent.
- 1963: Ankokugai Saidai no Kettō (暗黒街最大の決闘, 'Den undre världens största duell') – regiassistent, filmregissör var Inōe Umetsugu (井上梅次); spelfilm (ej animerad), ett tillfälligt inhopp.
- 1964–65: Ōkami shōnen Ken (狼少年ケン, 'Vargpojken Ken') – avsnitt 14 och 72 av TV-serien (se ovan) omarbetades för bio.
- 1968: Taiyō no ōji – Horusu no daibōken (太陽の王子 ホルスの大冒険 , 'Solprinsen Hols äventyr') – regi; baserad på Kazuos Fukazawa dockspel Sun of CHIKISANI, som kretsade kring ainu-motiv.
- 1972: Panda, panda! (パンダ・コパンダ, Panda kopanda, 'Panda – baby-panda') – regi.
- 1973: Panda kopanda amefuri-sākasu no maki (パンダ・コパンダ　雨降りサーカスの巻, 'Panda – baby-panda – cirkusen och regnet') – regi; andra pandafilmen, på svenska samlad i samma DVD-volym som den första.
- 1980: Haha wo tazunete sanzen-ri (母をたずねて三千里, '3000 ri på jakt efter mor') – översyn; redigerad version av TV-serien (se ovan) med biopremiär 19 juli 1980.
- 1981: Jarinko Chie (じゃりン子チエ, 'Rackarungen Chie') – regi; manus (ihop med Noboru Shiroyama [城山昇]).
- 1982: Sero-hiki no Gorsch (セロ弾きのゴーシュ, Sero-hiki no Gōshu, 'Cellisten Gorsch') – regi, manus; baserad på en barnberättelse av Kenji Miyazawa (宮沢賢治).
- (1983:) Nimo (リトル・ニモ, Ritoru Nimo, Lille Nemo i Drömrike) – påbörjad regi på den japanska sidan av produktionen; baserad på Winsor McCays söndagsserie.[c]
- 1984: Nausicaä från Vindarnas dal – producent.[d]
- 1986: Laputa – Slottet i himlen – producent.
- 1987: Yanagawa horiwari monogatari (柳川堀割物語, 'Historien om Yanagawas kanaler') – regi, manus; dokumentärfilm (ej animation).
- 1988: Eldflugornas grav – regi, manus; baserad på Akiyuki Nosakas (野坂昭如) självbiografiska bok.
- 1989: Kikis expressbud – musikhandledning; baserad på Eiko Kadonos barnbok.
- 1990: Akage no Anne – Green Gables no michi (赤毛のアン－グリーンゲイブルズへの道－, Akage no An – Guriin Geiburuzu no michi, 'Rödhåriga Anne – Vägen till Grönkulla') – regi, bearbetning; bearbetade TV-serien en gång till för en ny film med premiär september 1990.
- 1991: Minnen av igår[35] (おもひでぽろぽろ, 'Minnen dripp-dropp'; engelsk titel: Only Yesterday) – regi, manus, översättning av ledmotivets text.
- 1994: Pompoko (総天然色漫画映画 平成狸合戦ぽんぽこ, Sō-tennensyoku manga eiga – Heisei tanuki gassen pon poko, 'Seriefilm i helt naturliga färger – Heisei-erans mårdhundsstrid' alternativt 'Pompoko – dagens tvättbjörnskrig'[35]) – originalberättelse, regi, manus.
- 1999: Mina grannar Yamadas (ホーホケキョ となりの山田くん, Hōhokekyo Tonari no Yamada-kun, 'Mina galna grannar Yamada'[35]) – regi, manus; baserad på Hisaichi Ishiis (いしいひさいち) humormanga.
- 2003: Fuyu no hi (冬の日, 'Vinterdagar') – han deltog i den här filmen som en av 35 animatörer från olika delar av världen.
- 2013: Sagan om prinsessan Kaguya – regi, delvis manus.

### Ghibli Museum Library-filmerna
Studio Ghibli har de senaste åren, som eget bolag, importerat och gett ut japanska DVD-utgåvor med ett antal internationella långfilmsproduktioner. Här har Takahata arbetat som översättare och ansvarig för japansk dubbning och undertexter.
- Kirikou och den elaka häxan (キリクと魔女, Kiriku to majo)
- Trion från Belleville (ベルヴィル・ランデブー, Beruviru Randebu)
- Princes et princesses (プリンス＆プリンセス, Purinsu ando purinsesu) av Michel Ocelot
- Fågeln och tyrannen (王と鳥, Ō to tori) av Paul Grimault
- Min kärlek (春のめざめ, Haru no mezame) av Aleksandr Petrov
- Azur & Asmar (アズールとアスマール, Azūru to Asumāru) av Michel Ocelot

## Utmärkelser (urval)
- 4 november 2007 – Specialpriset på animationsfestivalen i Kobe[36]
- 11 juni 2014 – Cristal d'honneur på Annecys internationella festival för animerad film[37]